# Allsvenskan i bandy för damer 2021/22
Allsvenskan i bandy för damer 2021/22 var en bandyserie för damer i Sverige under säsongen 2021/22. Det var den näst högsta bandyserien för damer och hade två geografiskt indelade grupper. 
Allsvenskan södra vanns av Villa Lidköping BK U och Allsvenskan norr av Uppsala BoIS.